# Tell It to the Marines (film fra 1918)
Tell It to the Marines er en amerikansk stumfilm fra 1918 af Arvid E. Gillstrom.

## Medvirkende
- Jane Lee - Jane Williams
- Katherine Lee - Katherine Williams
- Charles Slattery - Harry Williams
- Edward Bagley